# Svenska mästerskapet i bandy 1910
Svenska mästerskapet i bandy 1910 avgjordes genom att IFK Uppsala vann mot IFK Stockholm med 2-0 i finalmatchen på Brunnsviken vid Albano i Stockholm den 6 mars 1910.

## Matcher

### Kvartsfinaler
- IFK Uppsala-IFK Gefle 3-0
- Djurgårdens IF-AIK 4-2
- IFK Norrköping-IF Odin 27-0
- IFK Stockholm-Södertälje SK; Södertälje SK lämnade walk over.

### Semifinaler
- IFK Uppsala-Djurgårdens IF 5-3
- IFK Stockholm-IFK Norrköping 6-1

### Final
- 6 mars 1910 - IFK Uppsala-IFK Stockholm 2-0 (spelad i Stockholm i Sverige)

## Svenska mästarna
Mall:IFK Uppsala Bandy 1910

### Fotnoter
1. ↑  Erik Jonsson. ”1907–1919”. Svenska Bandyförbundet. https://www.svenskbandy.se/BANDYFINALEN/HISTORIK/Svenskamastare/Herrar/1907-1919/. Läst 1 september 2011.